# Galena, Kansas
Galena är en ort i Cherokee County i Kansas. Vid 2010 års folkräkning hade Galena 3 085 invånare.